# Eurysternacris
Eurysternacris är ett släkte av insekter. Eurysternacris ingår i familjen gräshoppor.
Kladogram enligt Catalogue of Life:
| Eurysternacris | \| \| Eurysternacris brevipes \| \| \| \| \| \| Eurysternacris zolotarewskyi \| \| \| \| |
|                | \| \| Eurysternacris brevipes \| \| \| \| \| \| Eurysternacris zolotarewskyi \| \| \| \| |
|                | Eurysternacris brevipes                                                                  |
|                |                                                                                          |
|                | Eurysternacris zolotarewskyi                                                             |
|                |                                                                                          |